# Schistovalva
Schistovalva is een geslacht uit de familie van de tastermotten (Gelechiidae). De wetenschappelijke naam Schistovalva werd voor het eerst in 1960 gepubliceerd door de Zuid-Afrikaanse entomoloog Antonius Johannes Theodorus Janse.
Het is een monotypisch geslacht. Janse publiceerde tegelijk met de geslachtsnaam de beschrijving van de tot nog toe enige soort uit het geslacht, Schistovalva trachyptera.
Deze motten komen voor in zuidelijk Afrika.